# The Darwin Awards (película)
The Darwin Awards (Los Premios Darwin en español) es una película de comedia de aventuras estadounidense de 2006 basada en el sitio web del mismo nombre escrita y dirigida por Finn Taylor, la película se estrenó el 25 de enero de 2006 en el Festival de Cine de Sundance . La película Está protagonizada por Joseph Fiennes, Winona Ryder, David Arquette, Juliette Lewis, Wilmer Valderrama, Chris Penn, Julianna Margulies, Robin Tunney, Lawrence Ferlinghetti, Brad Hunt, Adam Savage, Jamie Hyneman y Metallica ..[cita requerida]
Esta fue la última película de Chris Penn antes de su muerte el 24 de enero de 2006, el día antes del estreno de la película..[cita requerida]
La película incluye varias recreaciones completas y parciales de los " Premios Darwin ", las primeras de las cuales fueron ficticias, sobre todo la desacreditada historia del JATO Rocket Car .[cita requerida]

## Argumento
La película comienza con un coche con un cohete JATO atado a él. Luego, la película pasa a Michael Burrows, un perfilador criminal del Departamento de Policía de San Francisco .
Rodada en estilo documental, la película es aparentemente una disertación de un graduado de una escuela de cine que sigue a Michael a lo largo de la historia. Despedido de la policía después de que su hematofobia permitiera escapar a un asesino en serie, Michael se sumerge en una profunda depresión durante varias semanas antes de encontrar una manera de combinar su obsesión por los premios Darwin con su talento para elaborar perfiles. Ayudará a las compañías de seguros a detectar personas con mayor probabilidad de acabar accidentalmente con su propia vida, para que no les vendan pólizas de seguro. Después de impresionar al gerente de una compañía de seguros con su talento para elaborar perfiles, Michael forma pareja con Siri, una especialista en extraños casos de seguros..
Siri y Michael viajan por el país en nombre de la empresa, investigando varios ejemplos legendarios de estupidez, como el coche cohete JATO. Un par de hombres que intentan pescar en el hielo se frustran y usan una barra de dinamita para hacer un agujero en el hielo. El problema es que su perro juega a buscar la dinamita encendida y la lleva hasta su nuevo SUV. Mientras investigan los casos, Michael intenta identificar un factor común para estas personas. La única explicación es un monólogo confuso de Siri sobre las compañías de seguros que siempre niegan reclamaciones y vuelven loca a la gente.
Michael evita por poco convertirse en ganador del Premio Darwin a lo largo de la película. Él y Siri están varados en medio de la nada en una noche fría. Desesperado por encontrar calor, intenta iniciar un incendio con gasolina, lo que provoca que su coche explote. Más tarde, Siri se enfrenta a Michael, acusándolo de estar obsesionado con los Premios Darwin.
Un giro del destino lleva a Michael a descubrir dónde vive ahora el sospechoso de asesinato al que originalmente permitió escapar, mientras graba en video al hombre en su casa haciendo rappel por el costado del edificio. El estudiante de la escuela de cine es visto por primera vez mientras él también está colgado en un costado del edificio. El problema es que su cuerda es el otro extremo de la misma por la que Michael cuelga. El jarrón de piedra en el techo al que está anclado el par comienza a acercarse cada vez más al borde. Al mismo tiempo, el asesino en serie se burla de ellos mientras abre la mano de la cautiva Siri, con la esperanza de desencadenar la hematofobia de Michael. Pero Michael logra superar su miedo y derrota al asesino en serie.

## Reparto
- Joseph Fiennes como Michael Burrows
- Winona Ryder como Siri Taylor
- David Arquette como Harvey
- Juliette Lewis como Joleen
- Wilmer Valderrama como NumbNuts
- Chris Penn como Tom
- Ty Burrell como Emile
- Kevin Dunn como ejecutivo de seguros
- Richmond Arquette como el Sr.Pearlman
- Nora Dunn como la Sra. Pearlman
- Judá Friedlander como Simón
- Lukas Haas como Farley
- Tom Hollander como Henry
- Brad Hunt como Stan
- Julianna Margulies como Carla
- Tim Blake Nelson como perpetrador
- Alessandro Nivola como Garry Hoy
- Max Perlich como Bob
- DB Sweeney como el detective Maguire
- Metallica como ellos mismos
- Robin Tunney como Zoe
- Rhett Ramírez como Andy
- Jamie Hyneman como comerciante de excedentes militares
- Adam Savage como traficante de excedentes militares

## Recepción
La película fue mal recibida por la crítica y recibió una calificación del 25% en Rotten Tomatoes .  Los críticos normalmente se quejaron de que la película era formulada y no divertida.[cita requerida]